# Williamodendron glaucophyllum
Williamodendron glaucophyllum là loài thực vật có hoa trong họ Nguyệt quế. Loài này được (van der Werff) Kubitzki & H.G. Richt. miêu tả khoa học đầu tiên năm 1987.